# Johann Smidt (Kaufmann)

Johann Smidt in Kalkutta, 1865

Johann Smidt (* 20. Mai 1839 in Bremen; † 18. Oktober 1910 in Bremen) war ein deutscher Kaufmann, der in Kalkutta in Britisch-Indien eine Im- und Exportfirma gründete, später Mitglied der Bremischen Bürgerschaft war und am Ausbau der Häfen und der Vertiefung der Weser Anteil hatte.

## Leben
Nach einer Kaufmannslehre bei der Firma Louis F. Kalkmann & Co. in Bremen reiste Smidt, Sohn des Bremer Richters Dr. jur. Johann Hermann Smidt (* 7. April 1804; † 7. Februar 1879) und Enkel des Bremer Bürgermeisters Johann Smidt, 1860 nach Kolkata, wo er bis 1862 in der Firma Johann Philipp Schneider tätig war, dann mit Johannes Schröder (1837–1916) die Firma Schröder, Smidt & Co. gründete.
Am 5. Januar 1869 heiratete er Marie Achelis. Sie hatten zusammen sechs Kinder, von denen eins in Kalkutta zur Welt kam.
In Kalkutta wurde er zum Konsul für Bremen ernannt. Im März 1868 stand sogar seine Ernennung zum deutschen Bundeskonsul an.
1873 kehrte er nach Bremen zurück. Neben seiner Tätigkeit als Außenhandelskaufmann beteiligte er sich am öffentlichen Leben. 1884 wurde er zum Mitglied der Handelskammer gewählt, 1889 wurde er Mitglied der Bürgerschaft. 1898 wurde er Rechnungsführer der Deputation für Häfen und Eisenbahnen. Vor allem übernahm er Aufgaben im Zusammenhang mit Bremens Entwicklung als Übersee-Handelsstadt: Zollanschluss, Freihafenbau, Weserkorrektur. 1886 wurde er Rechnungsführer des Tonnen- und Bakenamts. Die erste Befeuerung der Unterweserstrecke Bremen–Bremerhaven wurde unter seiner Rechnungsführung angelegt.
In den Jahren, in denen Smidt öffentliche und ehrenamtliche Aufgaben in Bremen wahrnahm, wurden große Gelände in der Nähe der neuen Häfen erworben, große Hafenbauten in Bremen und Bremerhaven durchgeführt. In seiner Eigenschaft als Rechnungsführer war er an diesen Vorhaben beteiligt. Besonderes Verdienst erwarb er sich bei der Gestaltung des Finanzplans für die Weserkorrektur, die von Ludwig Franzius projektiert wurde.
Als Mitglied des Verwaltungsrats der Sparkasse Bremen  erkannte er, dass wegen des Abrisses vieler Häuser, der durch den Freihafenbau notwendig wurde, und durch Zuzug von Personen von außerhalb in Bremen eine Wohnungsnot drohte.  Auf eigenes Risiko erwarb er ein Gelände in der Nähe des Freihafens und stellte es dem 1887 gegründeten Gemeinnützigen Bremer Bauverein zur Verfügung. Auch der Verein „Volksheim“ wurde von ihm unterstützt.
Maßgeblich unterstützten Smidt, der Bankier Bernhard Loose und der Kaufmann Christoph Hellwig Papendieck die 1888 von Albert Haasemann gegründete Jute-Spinnerei und Weberei Bremen. Bei der Jacobi-Bruderschaft war er Vorstandsmitglied, er war im Aufsichtsrat des Norddeutschen Lloyds, setzte sich für den Bürgerpark ein. Beim Bremer Gartenbauverein war er Rechnungsführer.
Etwa 130 Briefe, die Johann Smidt, größtenteils aus Kalkutta, an seinen Vater, den Richter Dr. jur. Johann Hermann Smidt (* 7. April 1804: † 7. Februar 1879) schrieb, geben Einblick in das Leben einer deutschen Kaufmannsfamilie in Britisch-Indien und zeugen von der rasanten technischen Entwicklung des Postverkehrs, des Passagier- und Warentransports. Auch über Nordamerika schreibt er, er erlebte dort eine Eisenbahnkatastrophe im Schnee und lernte den ersten Aufzug kennen.
Ehrungen
- Die Konsul-Smidt-Straße in Bremen-Überseestadt wurde 1927 nach ihm benannt.

### Reiseverkehr zwischen Europa und Kalkutta
Während Smidt bei seiner ersten Ausreise nach Kalkutta auf dem Segelschiff „Ulysses“, um Afrika herum, noch 96 Tage von Land zu Land, 105 Tage von Hafen zu Hafen brauchte, verkürzte sich die Reisezeit später beträchtlich. Schon nach drei Jahren, als er zum ersten Mal wieder in Deutschland gewesen war, dauerte seine Rückreise nach Kalkutta nur noch einen Monat, denn er fuhr mit der Bahn nach Marseille, mit dem Schiff „Euxine“ nach Alexandrien, mit der Eisenbahn über Kairo nach Suez, dann mit dem Schiff „Carnatie“ weiter über Ceylon (Galle) nach Kalkutta.

### Briefverkehr von Kalkutta nach Bremen
Am 17. November 1861 schreibt Smidt, dass die Briefe von Kalkutta nach Europa zunächst bis Bombay über Land befördert werden. So weit die Eisenbahn fertig gebaut und in Betrieb ist, nimmt sie die Briefe mit. Die restliche Strecke wird durch „Coolies“ bewältigt, die in Abständen von 5 englischen Meilen auf der Strecke stationiert sind. Sie tragen die Briefe in Rucksäcken (Johann Smidt nennt sie „Felleisen“) mit sich und geben sie jeweils an den nächsten „Coolie“ weiter. Der Abfahrtstermin des Dampfers in Bombay Richtung Suez bestimmt, wann die Briefe in Kalkutta aufgegeben werden müssen. Das Postamt in Kalkutta kalkuliert die Zeit, die für den Landtransport nach Bombay benötigt wird, und berücksichtigt dabei auch das Wetter. Damit ist der „Schlusstag“ festgelegt, bis zu dem die Briefe in Kalkutta aufgegeben werden müssen. Darüber hinaus gibt es aber auch noch eine sogenannte „Express-“ Beförderung: einen Tag nach dem offiziell festgelegten Schlusstag kann man Expressbriefe aufgeben, muss dann aber pro Unze eine Rupie extra Porto bezahlen, d. h., es wird dem Kuli ein noch schnellerer Bote hinterhergeschickt. Die Briefe brauchen 7 bis 8 Tage, um Bombay von Kalkutta aus zu erreichen, in der Regenzeit kann es auch 12 bis 14 Tage dauern. Wenn der Postbeamte in Kalkutta sich mit der Laufzeit verkalkuliert hat, dann braucht der Brief 14 Tage länger, um Bremen zu erreichen, da der Dampfer von Bombay nach Suez nur alle 14 Tage fuhr.
Einem Brief Johann Smidts vom 18. November 1862 kann man entnehmen, dass es inzwischen eine schnellere Postverbindung mit französischen Schiffen über den Hafen Galle auf Ceylon, Suez und Marseille gibt. Die Eisenbahn von Kalkutta nach Bombay war zu diesem Zeitpunkt noch immer nicht fertig.

### Orkan in Kalkutta
Am 5. Oktober 1864 wurde Kalkutta von einem Wirbelsturm getroffen, der 60.000 Menschen das Leben kostete und die Stadt nahezu total zerstörte. Der Botanische Garten, der 70 Jahre vorher vom Direktorium der Englisch-ostindischen Kompanie angelegt worden war, wurde schwer beschädigt.
Smidt war zum Zeitpunkt des Sturms nicht in Kalkutta. Das Fest der indischen Göttin Kali, welches in Westbengalen mehrere Tage lang gefeiert wird, stand bevor und hatte ihn angeregt, mit einigen Freunden nach Rajmahal zu fahren, um dort zu jagen. Wieder in Kalkutta, schreibt er an seinen Vater, das Delta des Flusses habe am meisten gelitten. In Kedjeree (auf dem halben Weg zwischen Kalkutta und dem Meer) sei die Flutwelle 35 Fuß hoch gewesen. Die Insel Sangar, die etwa so groß sei wie das Land zwischen Weser und Elbe, habe 90 % ihrer Bevölkerung eingebüßt. Bei der Firma Schröder, Smidt & Co. sei kein wesentlicher Schaden entstanden – nur etwa 5000 Rupien. Aber durch Schadensinspektionen für die Hamburg Assekuranz und durch Vorschüsse an Kapitäne, deren Schiffe Schaden erlitten hätten, habe man schon wieder etwa 2500 Rupien eingenommen.

### Reisen in Nordamerika
Am 24. März 1876 schreibt Smidt aus Chicago an seinen Vater

„Am 21ten begaben sich Fritz Achelis, Conrad Vietor u. ich uns auf die Reise nach Californien […].“

Am 7. April 1876 schreibt er aus San Francisco an seinen Vater: